# Roderic Dallas

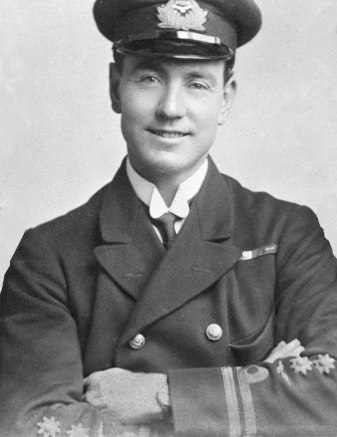
Roderic Stanley Dallas

Roderic Stanley Dallas (* 30. Juli 1891 bei Esk, Queensland, Australien; † 1. Juni 1918 bei Liévin, Frankreich) war ein erfolgreicher australischer Jagdflieger des Ersten Weltkrieges.
Ihm werden offiziell 39 Luftsiege zugeschrieben.

## Leben
Dallas kam auf einem landwirtschaftlichen Anwesen in der Nähe von Esk in Queensland, Australien, als Sohn eines Landarbeiters zur Welt. Später arbeitete sein Vater als Bergmann in Mount Morgan, Queensland. Schon als Kind trat Dallas den Australian Army Cadets bei, einer Jugendorganisation der australischen Streitkräfte und wurde als junger Mann in die australische Armeereserve aufgenommen. Bei Ausbruch des Ersten Weltkrieges meldete sich Dallas freiwillig beim jungen australischen Fliegerkorps, wurde aber abgewiesen. Dallas reiste daraufhin auf eigene Kosten nach England und bewarb sich ebenso erfolglos beim Royal Flying Corps. Eine weitere Bewerbung bei den englischen Marinefliegern hatte jedoch Erfolg. Im Juni 1915 begann Dallas seine Ausbildung zum Marineflieger und erhielt seinen Pilotenschein am 5. August 1915.

## Kriegseinsatz
Am 3. Dezember 1915 kam Dallas nach Dünkirchen, von wo aus er in einsitzigen Nieuport 11 und zweisitzigen Caudron G.IV seine ersten Kriegseinsätze flog. Am 23. April 1916 kam Dallas zu seinem ersten siegreichen Luftkampf als Jagdflieger auf einer Nieuport 11, mit der er noch drei weitere Abschüsse feindlicher Maschinen erzielte. Vom 23. Juni 1916 an flog Dallas eine Sopwith Triplane und wurde später einer der erfolgreichsten Piloten dieses Flugzeugtyps.
Dallas wurde noch im Sommer 1916 mit dem französischen Croix de guerre ausgezeichnet und am 7. September 1916 mit dem britischen Distinguished Service Cross. Am 9. Juni 1917 erhielt Dallas sein zweites Distinguished Service Cross für besondere Leistungen im Luftkampf am 23. April 1917. Am 23. Juni 1917 – mit mehr als 20 Luftsiegen – wurde Dallas zum Kommandeur seiner Einheit, der No. 1 Naval Squadron befördert. Am 1. April 1918 wurde Dallas zum Major und Kommandeur der No. 40 Squadron ernannt, die die Royal Aircraft Factory S.E.5 flog. Am 26. April 1918 hatte Dallas die Zahl seiner Luftsiege auf 37 erhöht und wurde mit dem britischen Distinguished Service Order ausgezeichnet.
Zum 1. Juni 1918 wurde Dallas zum Oberstleutnant und Kommandeur eines Geschwaders ernannt. Er erfuhr nie mehr von dieser Beförderung: Am gleichen Tage startete Dallas allein zu einem Patrouillenflug entlang der Front, von dem er nicht zurückkehrte. Später wurde ermittelt, dass er von Fliegern der deutschen Jagdstaffel 14, vom Staffelführer Leutnant d.R. Johannes Werner, abgeschossen wurde. Seine Maschine stürzte mit ihm in das Niemandsland zwischen den Fronten, wo sie und seine sterblichen Überreste von Freiwilligen geborgen wurden. Dallas ist in Pernes in Frankreich begraben.